# Haypost
«Айпост» (Армпочта або Haypost) — національний поштовий оператор поштового зв'язку у Вірменії.

## Опис
Компанія надає населенню поштові, фінансові та електронні послуги, а також займається продажем супутніх товарів. «Айпост» має у своєму підпорядкуванні близько 900 поштових відділень. Крім того, компанія відповідає за випуск і продаж поштових марок Вірменії.

## Сучасність
З 30 листопада 2006 року «Айпост» перейшла в довірче управління голландської компанії Haypost Trust Management B. V. строком на п'ять років з правом пролонгації договору на такий самий термін. Остання базується в Амстердамі (Нідерланди) і створена спеціально для здійснення програми довірчого управління.
У 2010 році «Айпост» почала надавати поштово-банківські послуги, а також здійснювати посередницьку діяльність при отриманні міжнародних поштових відправлень. Крім того, було укладено договір з поштовим оператором Франції «La Poste» на предмет допомоги у розвитку поштово-банківських та електронних послуг.